# Aeroportul Tokio Haneda

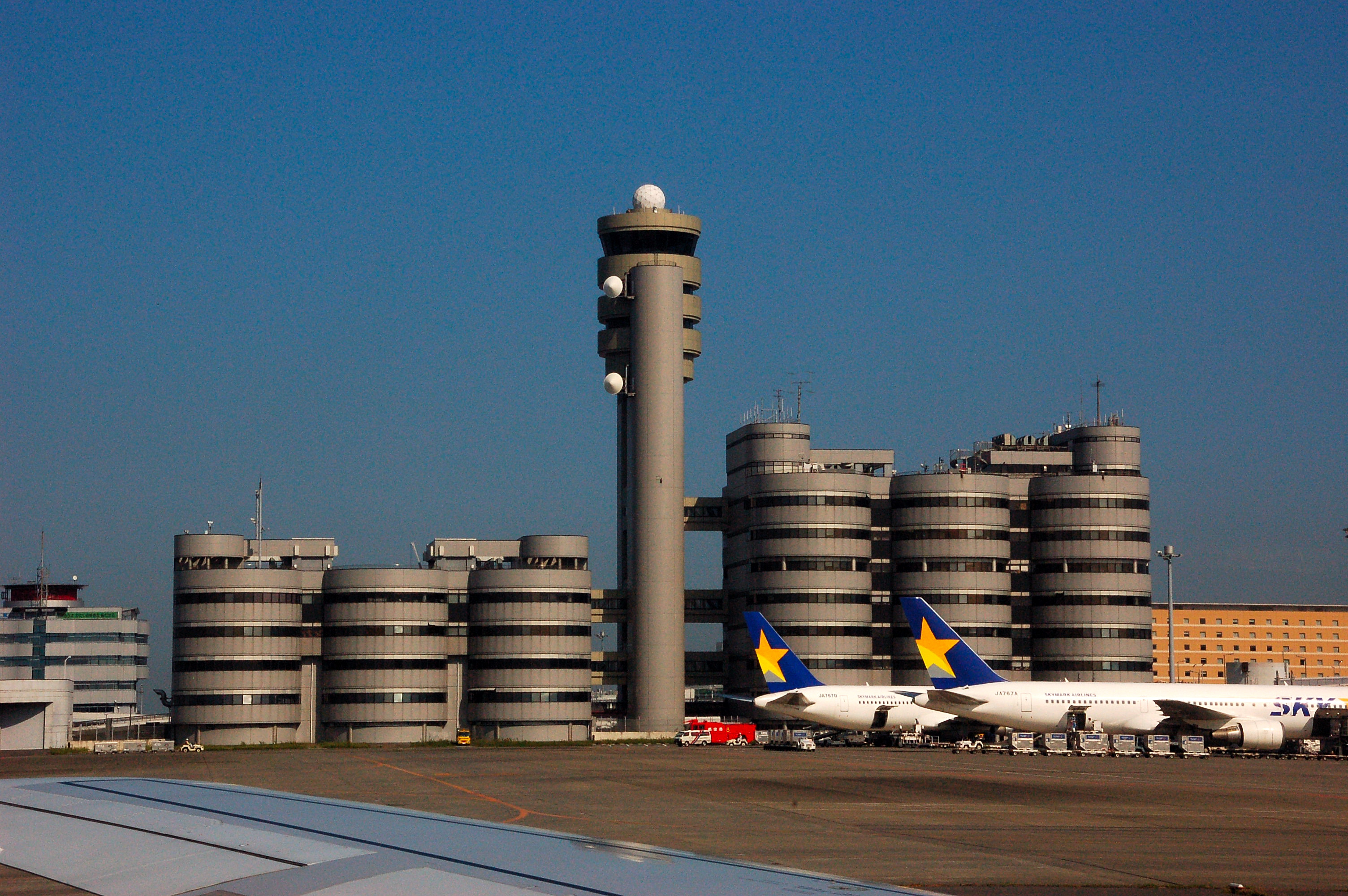
Aeroportul Tokio Haneda

Aeroportul Tokio Haneda (Tokyo International Airport (東京国際空港 Tōkyō Kokusai Kūkō, IATA: HND, ICAO: RJTT) servește aproape în exclusivitate traficul intern, deși se numește internațional. Este cel mai aglomerat aeroport din Japonia, și al patrulea la nivel mondial după aeroporturile din Atlanta, Chicago și Londra Heathrow.
Traficul internațional a fost preluat în 1978 în marea sa majoritate de Aeroportul Internațional Tokio Narita.
Nod aerian pentru Japan Airlines și All Nippon Airways, Skymark.

## Legături externe
Materiale media legate de Aeroportul Tokio Haneda la Wikimedia Commons
- Site web oficial